# スコーピオンズ
スコーピオンズ（Scorpions）は、ドイツ・ハノーファー出身のロックバンド。旧西ドイツ出身のHR/HMバンドとしてアメリカ進出にも成功した、世界的に有名なロックバンドである。

## 略歴

### 結成（1965年 - 1971年）
1965年にルドルフ・シェンカーがバンドを結成。メンバーは、ルドルフ（リズムギター）、ヴォルフガング・ジョニー（ドラムス）、アヒム・キルヒホフ（ベース）、カール＝ハインツ・フォルマー（リードギター）の4人組。当時はルドルフとヴォルフガングがヴォーカルを担当していた。
1967年、専任ヴォーカリストにヴェルナー・ホイヤーが加入。しかし、同年中に脱退し、後任にベルント・ヘグナーが加入。また、フォルマーも脱退し、後任にウルリッヒ・ヴォロビエツが加入。
1968年、ローター・ハインベルクがキルヒホフの後任として加入。

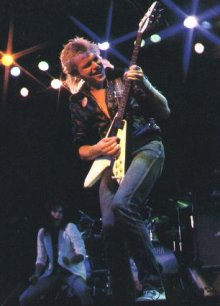
マイケル・シェンカー（G） 1983年

1969年暮、コペルニクスで活動していたクラウス・マイネとルドルフの弟、マイケル・シェンカーを加える。その後、ドイツのメトロノーム傘下のブレイン・レコードと契約。

### 成功への道のり（1972年 - 1979年）
1972年に、コニー・プランクのプロデュースで、デビュー・アルバム『恐怖の蠍団 - Lonesome Crow - 』を発売。十代のマイケル・シェンカーのギタープレイを大きくフィーチュアしていた。同年夏、ヴォルフガングがバンドを脱退。後任にアメリカ人のジョー・ワイマンが加入するも、ライヴの回数の多さの割に、全く稼ぎにならなかった状況にうんざりし、2ヶ月ほどで脱退。彼はその後アメリカへ帰国した。
1973年初頭、新たなドラマーにヴェルナー・ルーアが加入する。同年6月、UFOのサポートを務めた際、UFOのギタリストのバーニー・マースデンがショウに現れず、マイケルを代役として起用する。マイケルを気に入ったUFOはバンドへの加入のオファーを入れる。彼はオファーを受け入れ、スコーピオンズを脱退する。この出来事がきっかけでルドルフ以外のメンバーも相次いで脱退し、バンドは事実上の解散状態となる。

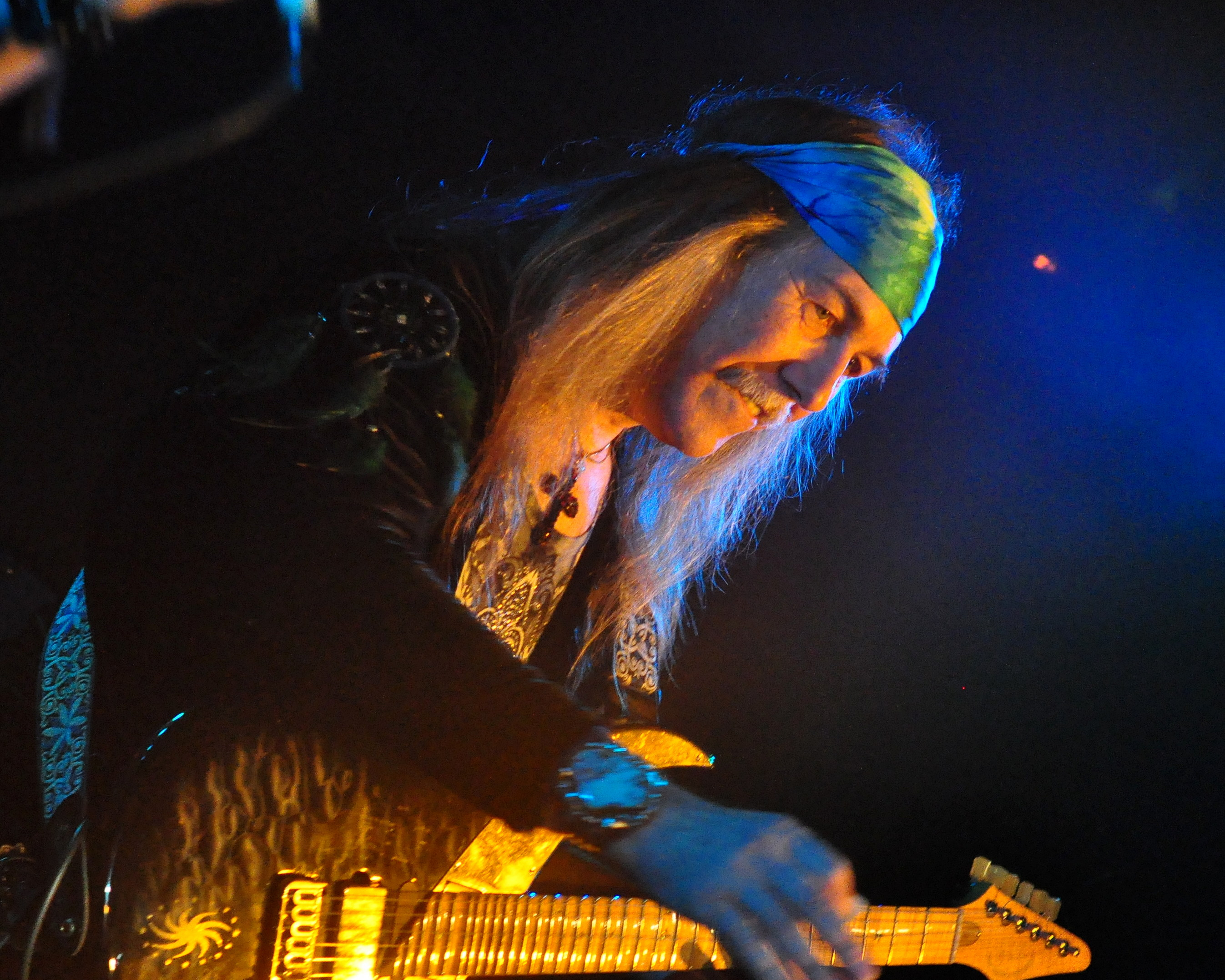
ウリ・ジョン・ロート（G） 2015年

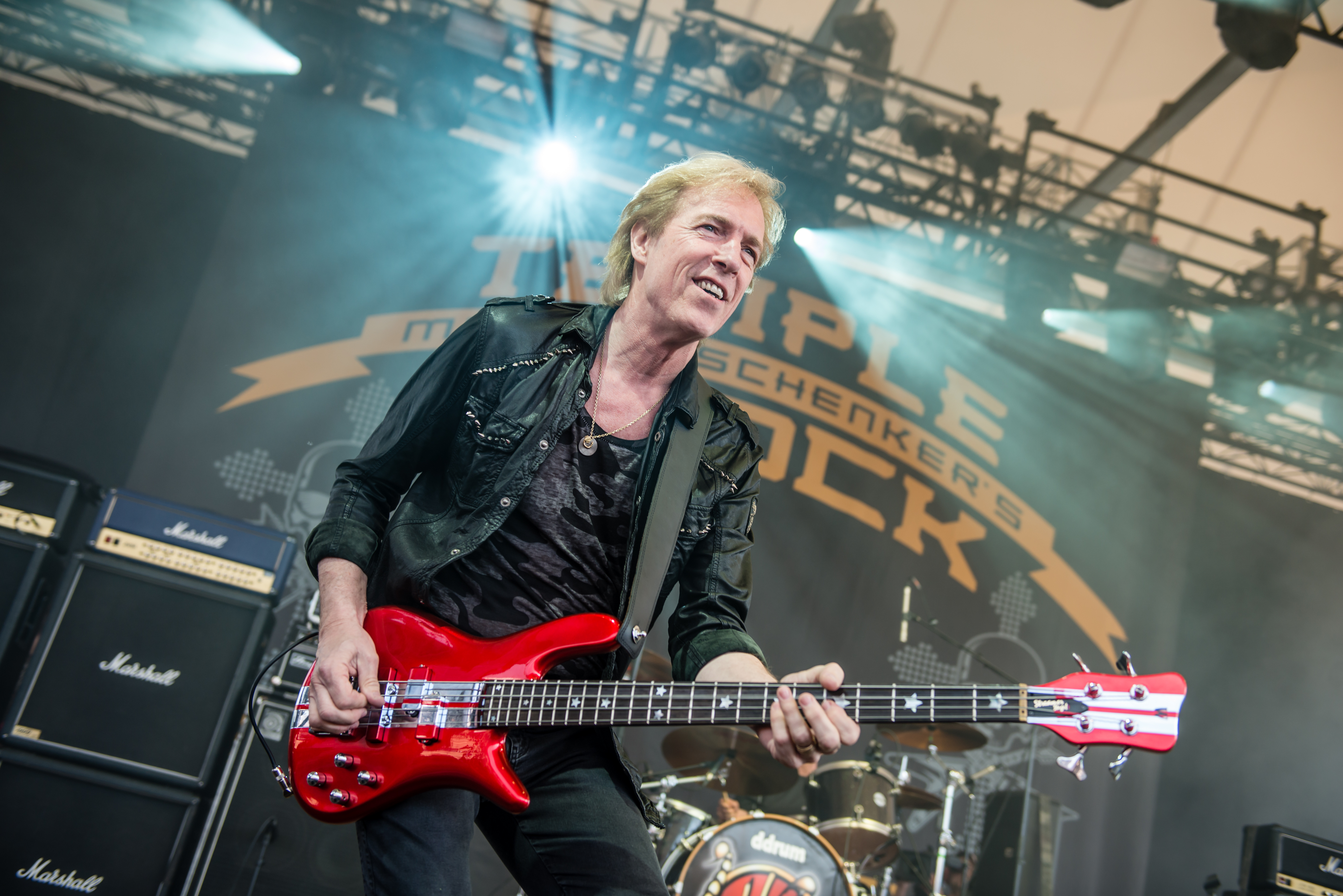
フランシス・ブッフホルツ（B） 2015年

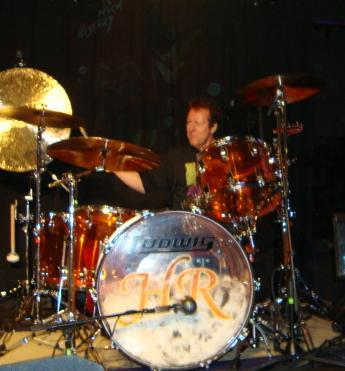
ハーマン・ラレベル（Ds）

ルドルフは交流があったウルリッヒ・ロート（現・ウリ・ジョン・ロート）率いるドーン・ロードのリハーサルに顔を出し、そのまま加入する。さらにクラウスも呼び寄せ、ドーン・ロードはウルリッヒ、ルドルフ、クラウス、フランシス・ブッフホルツ（ベース）、ユルゲン・ローゼンタール（ドラムス）、アヒム・キルシュニング（キーボード）の6人組となる。この編成で何度かライヴを行った後、バンドはスコーピオンズへ改名する。同年末キルシュニングが脱退。
1974年、RCAレコードと新たに契約し、4月からアルバムのレコーディングに取り掛かる。レコーディング後の6月にローゼンタールが脱退し、ユルゲン・フェヒターが加入。11月に、移籍第1弾となるアルバム『電撃の蠍団 - Fly To The Rainbow - 』を発表。セルフ・プロデュースの本作は、ロートのギターをフィーチャーしたハード・ロック色が濃く、以降のサウンドの基礎となる作品となった。翌年の2月頃、フェヒターが脱退し、ルディ・レナーズを加えて、ベルギーとフランスで国外ツアーを行う。その後、スウィートのサポーティング・アクトで、北欧をツアー。この時、後に6人目のメンバーと呼ばれ、長年作品を手掛けることになるプロデューサー、ディーター・ダークスが自らプロデュースを申し出て、新作のレコーディングに着手する。
1975年9月、アルバム『復讐の蠍団 - In Trance - 』を発売。プロモーションの一環として、ロンドンのマーキー・クラブで、イギリスでのデビュー・コンサートを成功させる。キッスのサポーティング・アクトとして、西ドイツ国内ツアーを行う。ドイツの音楽誌での人気投票で、グループ部門3位を獲得。
1976年11月に、『狂熱の蠍団～ヴァージン・キラー - Virgin Killer - 』を発売。メロディ・ラインに哀愁を帯び、ハード･ロック・サウンドを前面に出した作品で、バンドの代表作となった。
1977年の全英ツアーは規模を拡大し、ホール・クラスでのバンドに昇格するが、レナーズが心臓病を患い脱退。後任のハーマン・ラレベルが加入し、5作目のアルバム『暴虐の蠍団 - Taken By Force - 』を発売。
1978年に来日。4月23日から27日まで公演を実施した。24日、27日の中野サンプラザでの2ステージをレコーディング、同年8月に、初のライヴ・アルバム『蠍団爆発 - Tokyo Tapes  - 』として発売される。この後、ウルリッヒは、バンドがコマーシャルな方向に向かっていることを理由にバンドを脱退。バンドは、イギリスの音楽誌『メロディ・メイカー』に募集告知を掲載し、約140名をオーディションするが、後任は見つからなかった。改めてドイツでメンバーを探し、地元のハノーファーで、マティアス・ヤプスを5代目リードギタリストに迎える。1978年9月、新ギタリスト披露のため、ドイツで開催の「サマータイム・オープン・エアー・フェスティバル」出演。ニューアルバムのレコーディング直前、アルコールとドラッグの併用で精神的な支障をきたし、UFOから失踪・脱退していたマイケル・シェンカーを、ルドルフ・シェンカーとクラウス・マイネが迎え、レコーディングに参加。アルバム制作に関わっていくうちにマイケルの復帰が決まり、マティアスはバンドから追い出される形となる。
1979年2月、6人編成で制作されたアルバム『ラヴドライヴ - Lovedrive - 』を発売。2月17日のアムステルダムからヨーロッパ・ツアーを開始し、マイケルの完全復帰を思わせたが、ケルン公演直前にマイケルが倒れ、バンドから離脱。日本で2度目の来日公演が決定していたが、マイケルの登場はなかった。6月3日からジャパン・ツアー。8月にテッド・ニュージェントのサポーティング・アクトとして初の全米ツアー。同8月にイギリスのレディング・フェスティバルにシン・リジィの代替でヘッドライナーとして出演。同12月、RCA時代4枚のアルバムの中から11曲をセレクトし、初のベスト・アルバム『蠍団伝説～スコーピオンズ・ベスト - BEST OF SCORPIONS - 』を発売。

### 商業的成功（1980年 - 1989年）

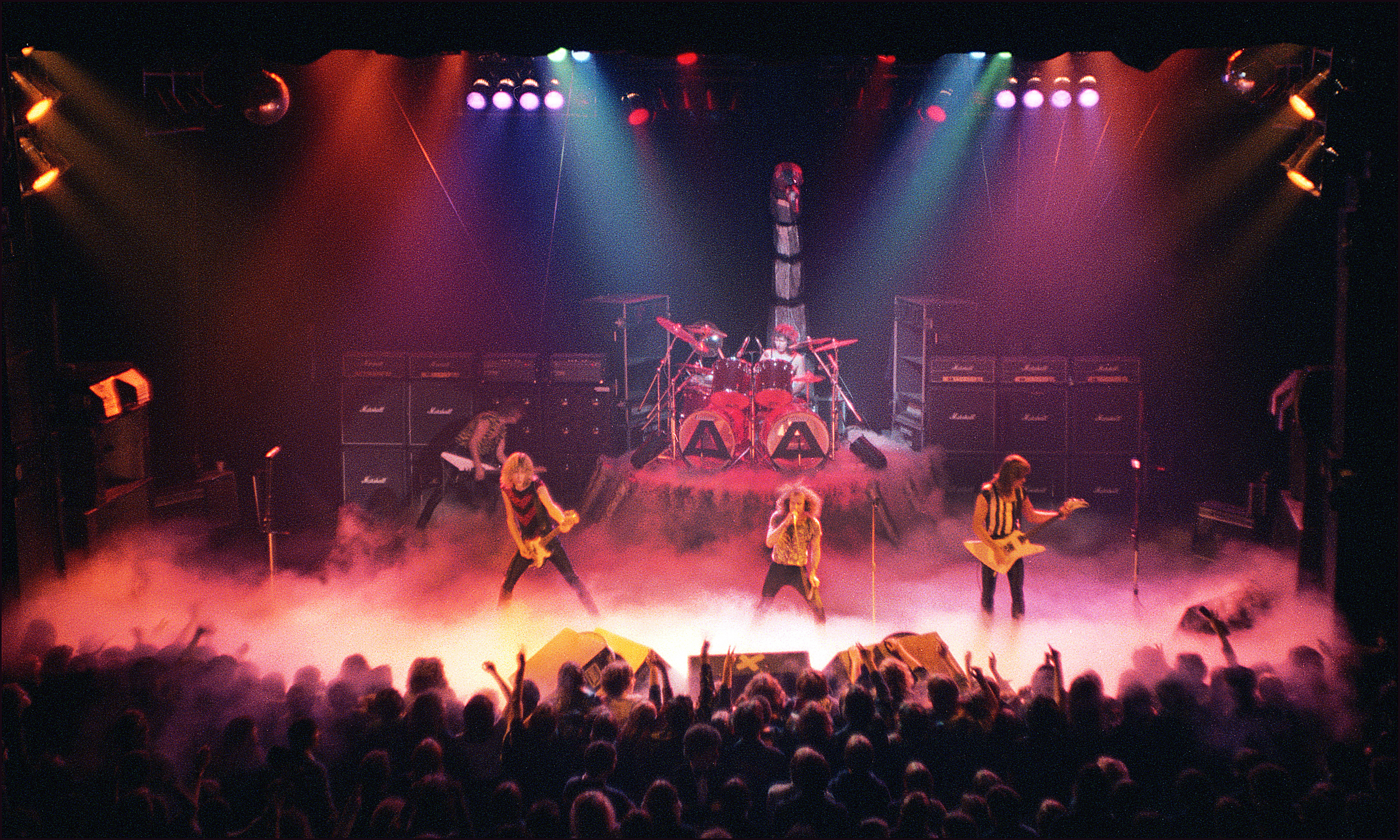
イングランド・マンチェスター公演（1980年）

1980年5月に、『電獣～アニマル・マグネティズム - Animal Magnetism - 』を発売。イギリスでのNWOBHMムーヴメントを契機とした、ヘヴィメタルシーン活性化を受け、レインボーやジューダス・プリーストなどと共に、第1回モンスターズ・オブ・ロックに参加。前年の続編となるベスト・アルバム『蠍団帝国～スコーピオンズ・ベストII - SCORPIONS　BEST2 - 』を発売。
1981年、クラウスが声帯を痛め、医師に1年間の静養を言い渡された。バンドは一部録り終えていたレコーディング作業を一時中止し、静養期間とした。休止期間には、ハーマンがソロ・デビュー・アルバム『奇襲攻撃 - Nip In The Bud - 』を製作している。
1982年3月に、『蠍魔宮～ブラックアウト - Blackout - 』を発売。2年振りのこのアルバムは全英11位、全米10位の売り上げとなり、最強のライヴ・バンドと評されながら、セールスが反映されなかったアメリカ・マーケットで初のビッグ・ヒットを記録。4月に、同アルバムのプロモーション・ツアーをイギリスからスタート、アメリカや日本などをサーキットする。
1983年5月に、アメリカのサン・バーナディーノで開催されたUSフェスティバル、同年12月に、ドイツのロック・ポップ・ヘヴィ・メタル・スペシャルに出演。同年10月に、イギリスのロンドン・ハマースミスオデオン劇場で行われたM.S.G.のライヴに、ルドルフとクラウスが飛び入り参加し、ファンを沸かせた（このライヴの模様を収めたライヴ・アルバムとライヴ・ビデオが、翌年にM.S.G側から発売されている）。
1984年3月に、『禁断の刺青 - Love at First Sting - 』を発売。シングル「ロック・ユー・ライク・ア・ハリケーン」はビルボード・ポップ・チャートでもヒットを記録し、アメリカ進出に成功した。8月に、日本初のヘヴィ・メタルのビッグ・イベント「スーパー・ロック '84 イン・ジャパン」に、ホワイトスネイクやマイケル・シェンカー・グループ、ボン・ジョヴィなどと共に出演。
1985年1月、初の日本武道館公演を果たし、同年のジャパン・ツアーと6月のイギリスのネブワース公演後、2枚目のライヴ・アルバム『ワールド・ワイド・ライヴ - World Wide Live - 』を発売。若干の充電期間と発表し、しばらくの間表立った活動を停止する。
1988年5月に、4年ぶりのアルバム『サヴェイジ・アミューズメント - Savage Amusement - 』を発売。ペレストロイカ最中のソビエト・レニングラード（現ロシア連邦・サンクトペテルブルク）でコンサートを行う。
1989年8月、前年のコンサートが契機となり、歴史的イベントとなった、モスクワ・ミュージック・ピース・フェスティヴァルが開催。ボン・ジョヴィをメイン・アクトに、スコーピオンズやオジー・オズボーン、モトリー・クルーなどが参加した。付随したチャリティー企画で、アンチ・ドラッグ／アルコール・キャンペーンのオムニバス・アルバム『メイク・ア・ディファレンス - Make A Difference - 』が発売され、スコーピオンズは、ザ・フーのカヴァー「アイ・キャント・エクスプレイン - I Can't Explain - 」が収録された。

### 安定期（1990年 - 2009年）
1990年「ベルリンの壁崩壊」の年7月に、そのベルリンの壁の前で行なわれた、元ピンク・フロイドのロジャー・ウォーターズ主宰による「ザ・ウォール・ライヴ」に参加。演奏は、『ザ・ウォール ライヴ・イン・ベルリン - The Wall Live In Berlin - 』として発売された。11月に、アルバム『クレイジー・ワールド - Crazy World - 』を発売。このアルバムは、長年のプロデューサーであるディーター・ダークスに代わり、キース・オルセンがプロデュースを務めている。「ウィンド・オブ・チェンジ - Wind of Change -」がシングル・カットされ、”全米第4位（1991年）、全英第2位”を記録するビッグ・ヒットとなった。その後、印税のトラブルから、ベーシストのフランシス・ブッホルツを解雇する。

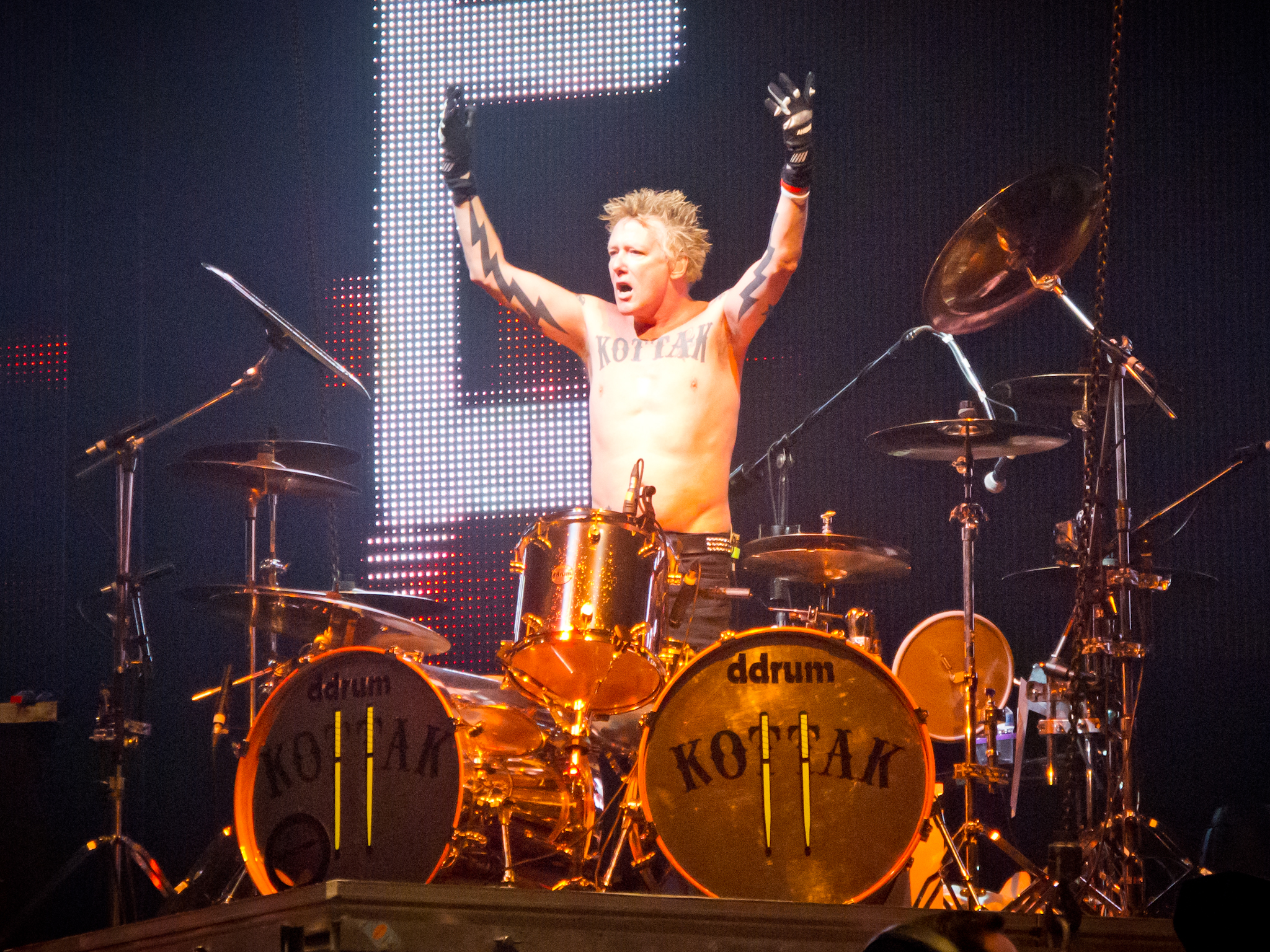
ジェイムズ・コタック（Ds） 2014年

1992年の活動は無く、1993年にはラルフ・リーカーマン（b.）を迎え、9月にアルバム『フェイス・ザ・ヒート - Face the Heat - 』を発売。
1994年1月の来日公演はM.S.G.に終止符を打ったマイケル・シェンカーがスペシャル・ゲストで参加し、アコースティックで夢の共演を実現させた。
1995年、ライヴ・アルバム『ライヴ・バイツ - Live Bites - 』を発売。
1996年、デビュー25年を迎えイースト・ウエスト・ジャーマニーと契約。5月にレーベル移籍第1弾アルバム『ピュア・インスティンクト～蠍の本能 - Pure Instinct - 』を発売。その後、ジェイムズ・コタック（ds.）が加入。
1997年にベスト・アルバム『蠍の刻印～マーキュリー・イヤーズ：ベスト・オブ・スコーピオンズ - DEADLY STING:The Mercury Years - 』を発売。

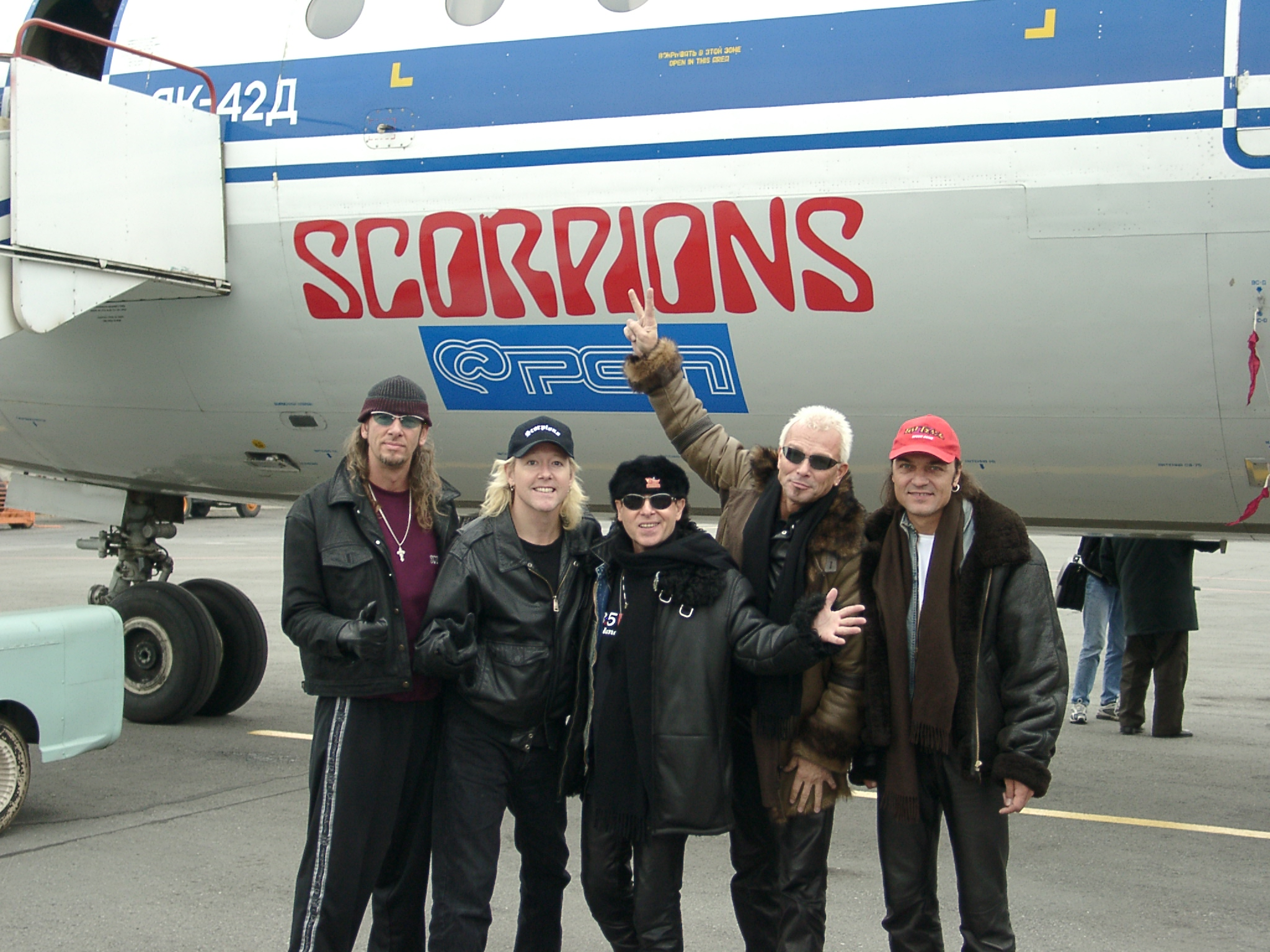
バンド専用機にて（2002年）

1999年4月、3年ぶりのアルバム『アイ・トゥ・アイ - Eye II Eye - 』発売。オーストリア人のピーター・ウルフ（ジェファーソン・スターシップやハートのプロデューサーとして知られる）プロデュースで制作されたこのアルバムはコンピューターを導入した。
2000年ドイツ、ハノーファーで開催されたEXPO2000のテーマ曲を担当し、「モーメント・オブ・グローリー」を発表。同年夏にその曲も含みベルリン・フィルハーモニー管弦楽団との共演によるアルバム『栄光の蠍団～モーメント・オブ・グローリー～ - Moment of Glory - 』を発売。
2001年2月9日にポルトガル・リスボンでアンプラグド・ライブを行い、7月に『アコースティック・ライヴ - Acoustica - 』として発売。
2004年『反撃の蠍団 - Unbreakable - 』を発売。
2007年『蠍団の警鐘 - HUMANITY HOUR 1 - 』を発売。

### 解散表明と撤回（2010年 - 現在）

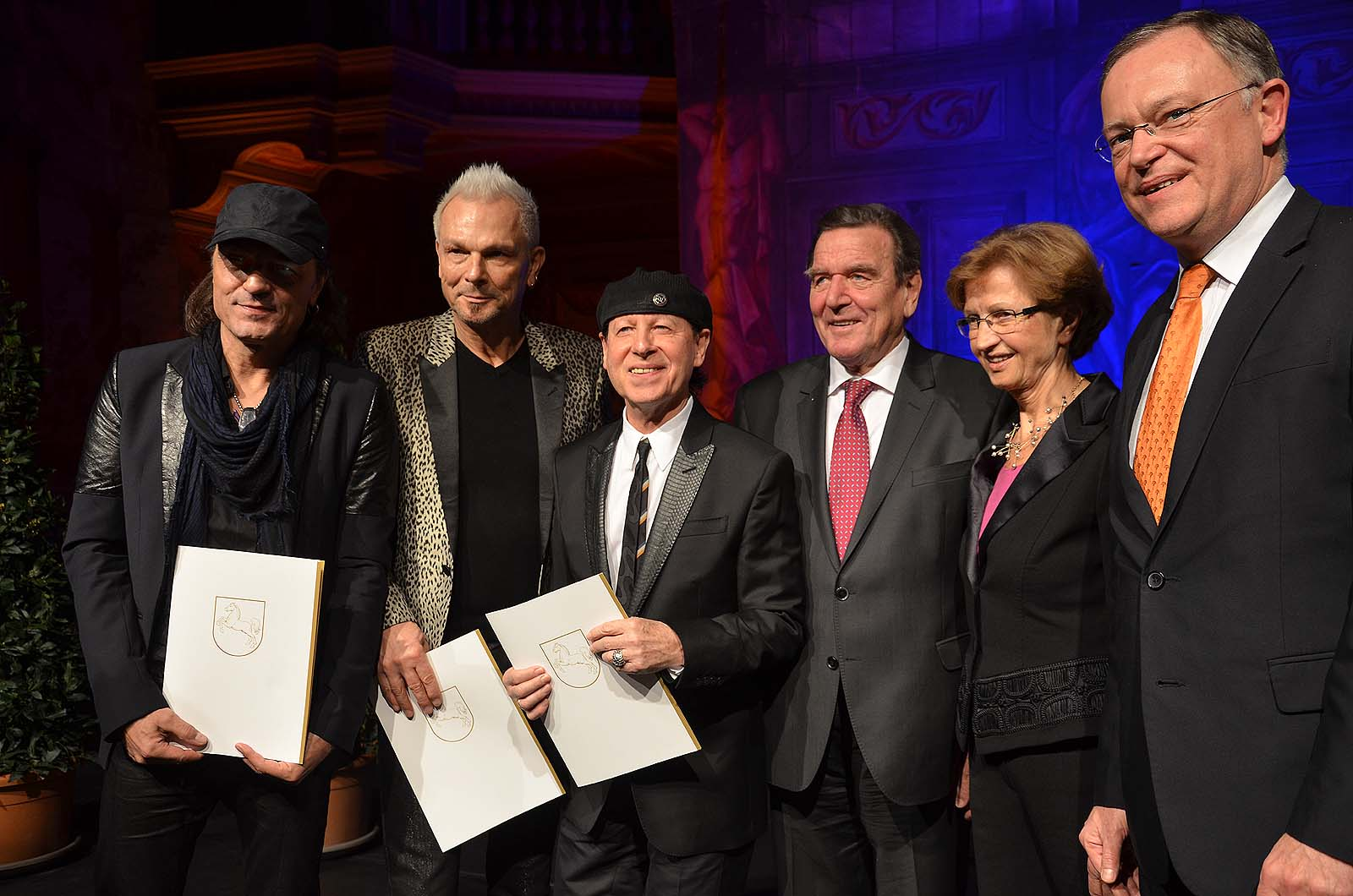
『ニーダーザクセン州立賞 2014』授賞式にて。左からヤプス、ルドルフ、マイネ

2010年1月24日に、制作中である次回作アルバム『蠍団とどめの一撃』（Sting in the Tail）がバンドの最後のアルバムになり、アルバムに伴うツアーが最後のツアーになると公式サイトで発表された。このツアーは商業的に好評となる。
2011年にドイツ音楽作家賞ロック作曲賞を受賞した。
2014年7月、クラウス・マイネはインタビューにて、「ゴールが近づくにつれて、俺たちはまだ終わってないって思いが強くなってきた」 「ツアーには若い世代もいたし、3世代の前でプレイ出来るなんて刺激的なことだと思う。ギターを置くには、あまりにたくさんの楽しみがあり過ぎる」と解散を撤回する発言をし、同時にスタジオ入りして未発表曲などのアーカイブを見直すプロジェクトに取り組んでいることも明かした。
2015年、バンドは『祝杯の蠍団 リターン・トゥ・フォエヴァー』（Return to Forever）を発表。
2016年5月、アルコール依存症でリハビリ中のジェイムス・コタック（Ds）の代役として、ミッキー・ディー（元モーターヘッド、Ds）が全米ツアーに帯同。同年9月に正式に加入する。
同10月8日に、日本の大型HR/HMフェス「LOUD PARK」に出演し、この日のヘッドライナーを務めた。楽曲「We'll Burn The Sky」の演奏には翌日の出演を控える元メンバー ウリ・ジョン・ロートが客演し、日本国内のステージでは1978年以来となる共演を果たした。
2020年、新型コロナウイルス流行下で、新曲「Sign of Hope」のYouTube公開、19枚目のアルバム制作再開などの活動をする。
2022年2月、ディー加入後初となる19枚目オリジナル・アルバム『ロック・ビリーヴァー』を発表。
2023年9月、YOSHIKIとコラボレーションした「ウィンド・オブ・チェンジ」の演奏（初のウクライナ版）を収録した音楽ドキュメンタリー映画『YOSHIKI: UNDER THE SKY』が公開された。
2024年1月9日、元ドラマーのジェイムス・コタックが急逝、61歳。バンドの公式SNSからも追悼の言葉が贈られた。

## メンバー
※2023年7月時点

### 現ラインナップ
- クラウス・マイネ Klaus Meine - ヴォーカル（1969– ）
- ルドルフ・シェンカー Rudolf Schenker - リズムギター（1965– ）
- マティアス・ヤプス Matthias Jabs - リードギター（1978– ）
- パヴェル・マチヴォダ Pawel Maciwoda - ベース（2004– ）
- ミッキー・ディー Mikkey Dee - ドラムス（2016– ）

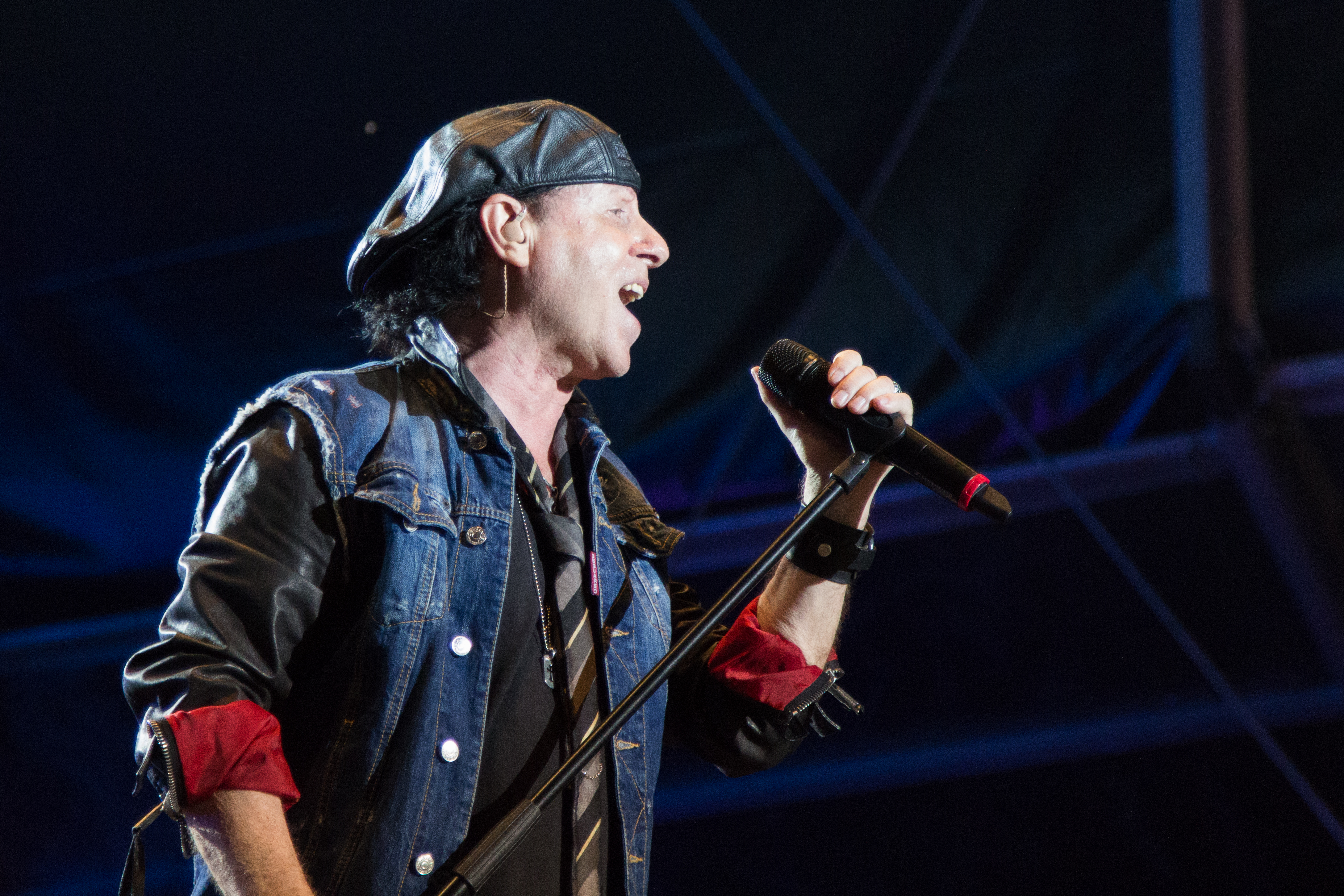
クラウス・マイネ(Vo) 2014年
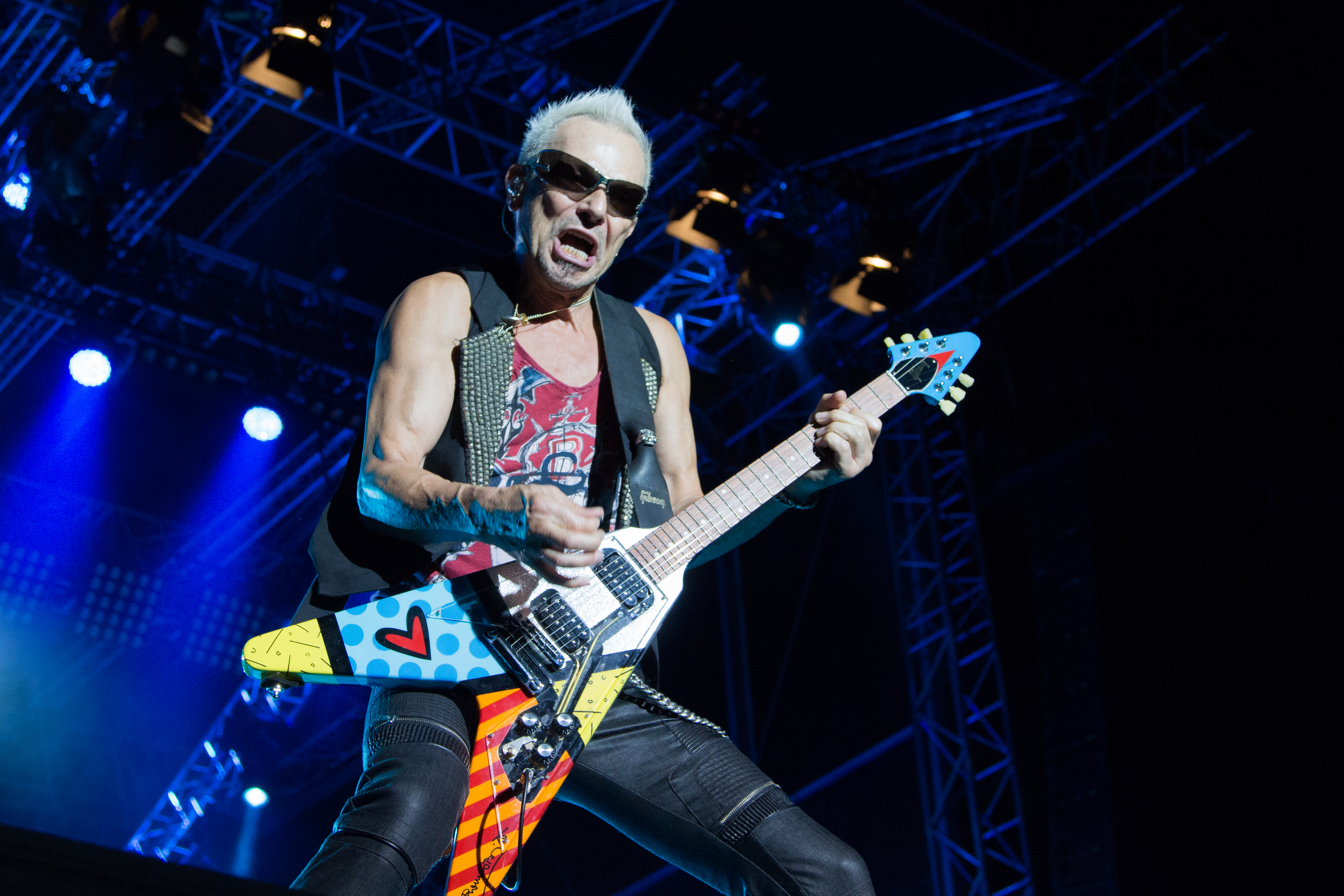
ルドルフ・シェンカー(G) 2014年
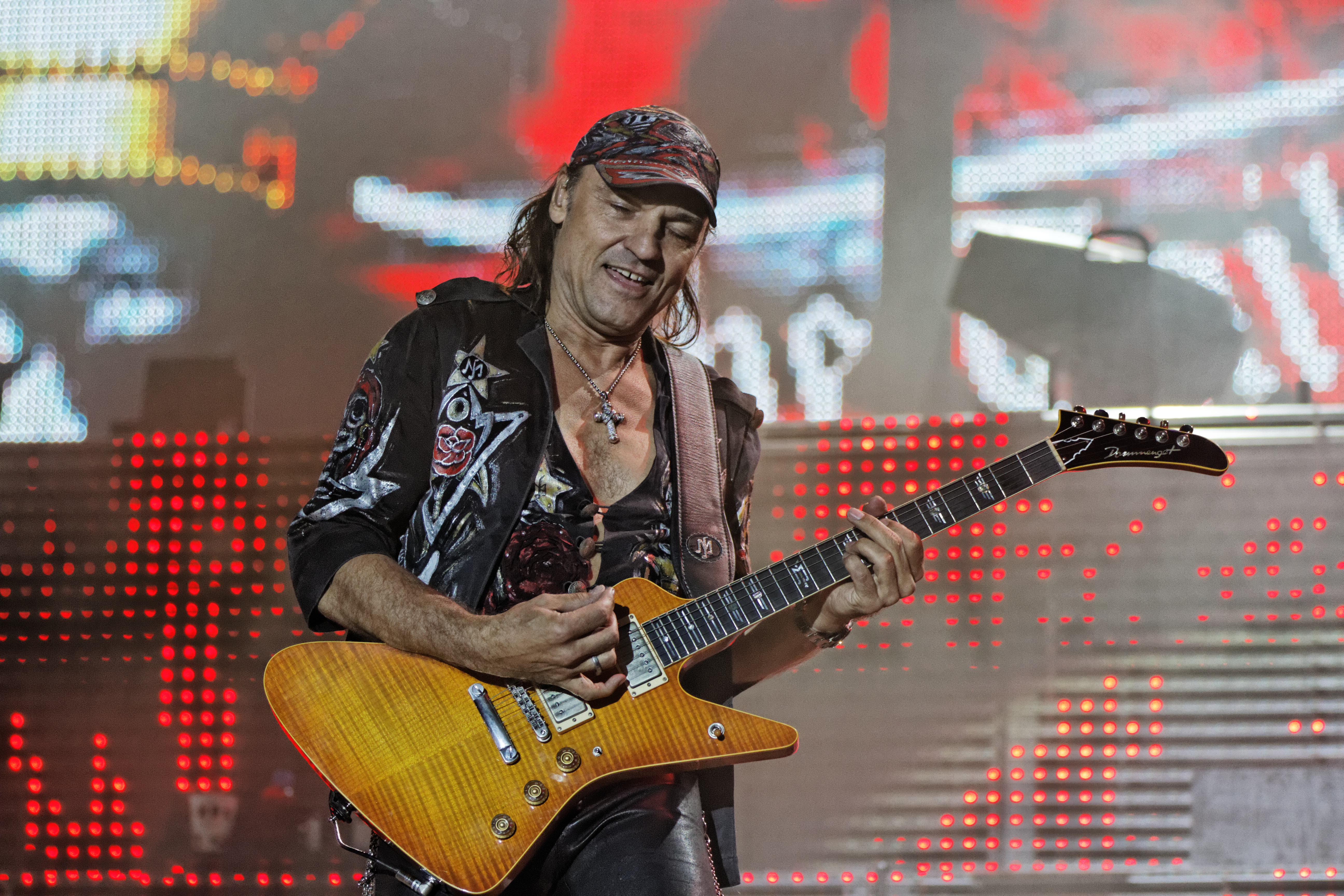
マティアス・ヤプス(G) 2014年
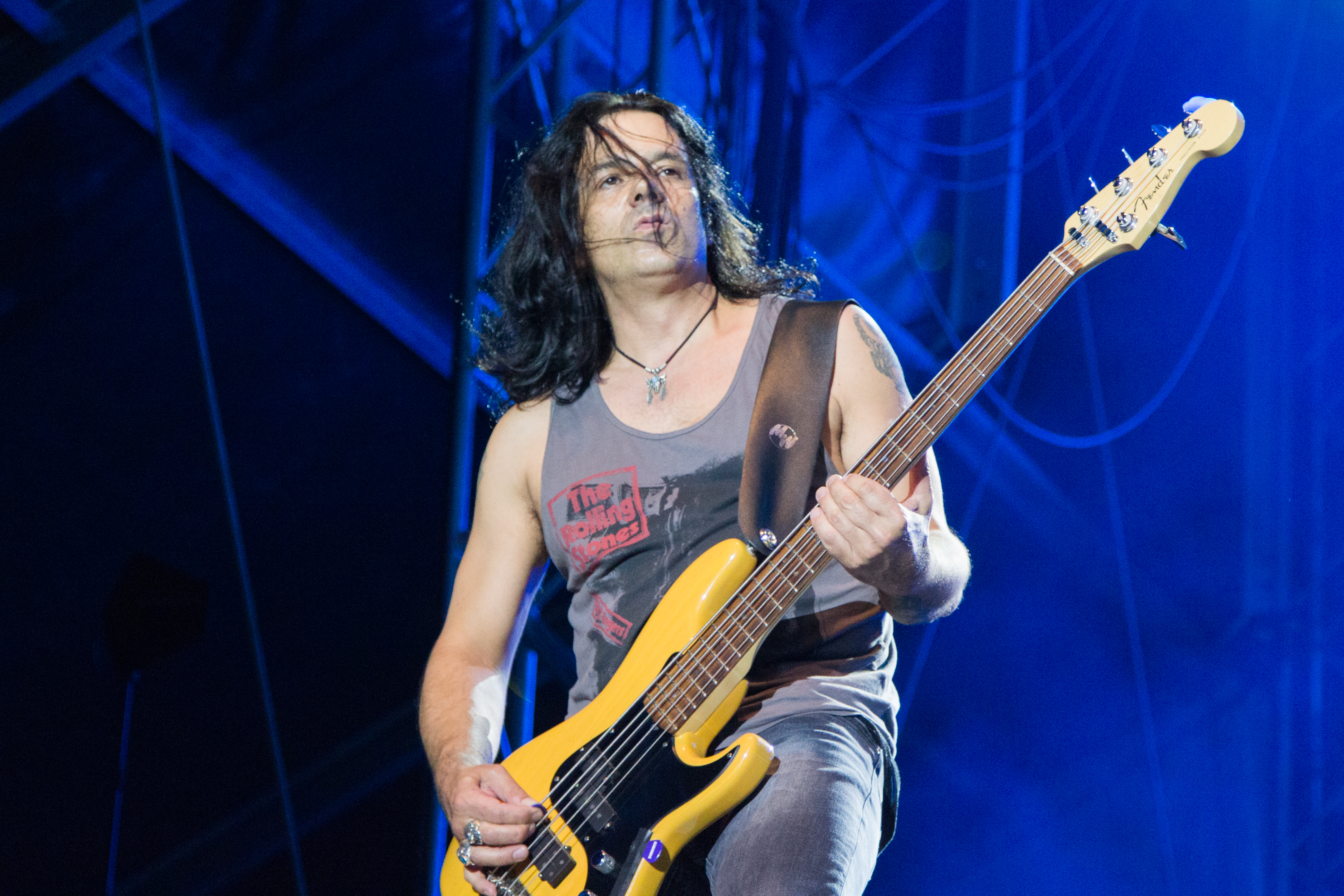
パヴェル・マチヴォダ(B) 2014年
ミッキー・ディー(Dr) 2018年

### 旧メンバー
ヴォーカル
- ヴェルナー・ホイヤー Werner Hoyer（1967）
- ベルント・ヘグナー Bernd Hegner（1967–1969）

リードギター
- カール＝ハインツ・フォルマー Karl-Heinz Vollmer（1965–1967）
- ウルリッヒ・ヴォロビエツ Ulrich Worobiec（1967–1969）
- マイケル・シェンカー Michael Schenker（1969–1973、1979）ルドルフ・シェンカーの実弟
- ウリ・ジョン・ロート Uli Jon Roth（1973–1978）スコーピオンズ在籍時は『ウルリッヒ・ロート』

ベース
- アヒム・キルヒホフ Achim Kirchhoff（1965–1968） ♰RIP.1977
- ローター・ハインベルク Lothar Heimberg（1968–1973）
- フランシス・ブッフホルツ Francis Buchholz（1973–1992）
- ラルフ・リーカーマン Ralph Rieckermann（1993–2003）

ドラムス
- ヴォルフガング・ジョニー Wolfgang Dziony（1965–1972）
- ジョー・ワイマン Joe Wyman（1972）
- ヴェルナー・ルーア Werner Löhr（1973）
- ユルゲン・ローゼンタール Jürgen Rosenthal（1973–1974）
- ユルゲン・フェヒター Jürgen Fechter（1974–1975）
- ルディ・レナーズ Rudy Lenners（1975–1977）
- ハーマン・ラレベル Herman Rarebell（1977–1996）
- ジェイムズ・コタック James Kottak（1996–2016） ♰RIP.2024

### メンバーの変遷
リズムギターは全時期を通じてルドルフ・シェンカーである。
|           | ヴォーカル                      | リードギター       | ベース            | ドラムス         |
| --------- | ------------------------------- | ------------------ | ----------------- | ---------------- |
| 1965–1967 | Rudolf Schenker Wolfgang Dziony | Karl-Heinz Vollmer | Achim Kirchhoff   | Wolfgang Dziony  |
| 1967      | Werner Hoyer                    |                    |                   |                  |
| 1967–1968 | Bernd Hegner                    | Ulrich Worobiec    |                   |                  |
| 1968–1969 |                                 |                    | Lothar Heimberg   |                  |
| 1969–1972 | Klaus Meine                     | Michael Schenker   |                   |                  |
| 1972      |                                 |                    |                   | Joe Wyman        |
| 1973      |                                 |                    |                   | Werner Löhr      |
| 1973–1974 | Klaus Meine Ulrich Roth         | Ulrich Roth        | Francis Buchholz  | Jürgen Rosenthal |
| 1974–1975 |                                 |                    |                   | Jürgen Fechter   |
| 1975–1977 |                                 |                    |                   | Rudy Lenners     |
| 1977–1978 |                                 |                    |                   | Herman Rarebell  |
| 1978      | Klaus Meine                     | Matthias Jabs      |                   |                  |
| 1979      |                                 | Michael Schenker   |                   |                  |
| 1979–1992 |                                 | Matthias Jabs      |                   |                  |
| 1993–1996 |                                 |                    | Ralph Rieckermann |                  |
| 1996–2003 |                                 |                    |                   | James Kottak     |
| 2004–2016 |                                 |                    | Pawel Maciwoda    |                  |
| 2016–     |                                 |                    |                   | Mikkey Dee       |

## ディスコグラフィ

### スタジオ・アルバム
- 『恐怖の蠍団』 - Lonesome Crow（1972年）
- 『電撃の蠍団 フライ・トゥ・ザ・レインボウ』 - Fly to the Rainbow（1974年）
- 『復讐の蠍団 イン・トランス』 - In Trance（1975年）
- 『狂熱の蠍団 ヴァージン・キラー』 - Virgin Killer（1976年）
- 『暴虐の蠍団 テイクン・バイ・フォース』 - Taken by Force（1977年）
- 『ラヴドライヴ』 - Lovedrive（1979年）※US55位ゴールド、UK36位、GERMANY11位ゴールド
- 『電獣〜アニマル・マグネティズム』 - Animal Magnetism（1980年）※US52位プラチナム、UK23位、GERMANY12位
- 『蠍魔宮〜ブラックアウト』 - Blackout（1982年）※US10位プラチナム、UK11位、GERMANY10位
- 『禁断の刺青』 - Love at First Sting（1984年）※US6位3ｘプラチナム、UK17位、GERMANY6位ゴールド
- 『サヴェイジ・アミューズメント』 - Savage Amusement（1988年）※US5位プラチナム、UK18位、GERMANY4位ゴールド
- 『クレイジー・ワールド』 - Crazy World（1990年）※US21位2ｘプラチナム、UK27位、GERMANY1位2ｘプラチナム
- 『フェイス・ザ・ヒート』 - Face the Heat（1993年）※US24位、UK51位、GERMANY4位
- 『ピュア・インスティンクト〜蠍の本能』 - Pure Instinct（1996年）※US99位、GERMANY8位ゴールド
- 『アイ・トゥ・アイ』 - Eye II Eye（1999年）※GERMANY6位
- 『反撃の蠍団』 - Unbreakable（2004年）※GERMANY4位
- 『蠍団の警鐘 ヒューマニティー:アワーI』 - Humanity Hour I（2007年）※US63位、GERMANY9位
- 『蠍団とどめの一撃』 - Sting in the Tail（2010年）※US23位、GERMANY2位
- 『祝杯の蠍団 リターン・トゥ・フォエヴァー』 - Return to Forever（2015年）※GERMANY2位、日本26位
- 『ロック・ビリーヴァー』 - Rock Believer（2022年）

### ライブ・アルバム
- 『蠍団爆発!! スコーピオンズ・ライヴ』 - Tokyo Tapes（1978年）※初来日公演を収めたライブアルバム GERMANY35位
- 『ワールド・ワイド・ライヴ』 - World Wide Live（1985年）※US17位プラチナム、UK18位、GERMANY4位
- 『ライヴ・バイツ』 - Live Bites（1995年）※GERMANY66位
- 『アコースティック・ライヴ』 - Acoustica（2001年）※GERMANY13位
- 『MTVアンプラグド ライヴ・イン・アテネ』 - MTV Unplugged in Athens（2012年）※アコースティックライブ

### コンピレーション・アルバム
- 『蠍伝説～スコーピオンズ・ベスト』 - Best of Rockers 'n' Ballads（1989年）
- 『蠍の刻印：マーキュリーイヤーズ ～ベスト・オブ・スコーピオンズ』 - Deadly Sting（1997年）
- 『蠍の血統～ベスト』 - Best（1999年）
- 『愛のために生きて～バラード・ベスト』 - Born to Touch Your Feelings: Best of Rock Ballads（2017年）

### カバー・アルバム
- 『栄光の蠍団〜モーメント・オブ・グローリー』 - Moment of Glory（2000年）※ベルリン・フィルハーモニー管弦楽団との競演アルバム GERMANY3位
- 『暗黒の蠍団』 - Comeblack（2011年）

## アルバムジャケットをめぐる話題
スコーピオンズは、そのLPジャケットにスキャンダラスな内容の（特に、性的に挑発的な）写真やイラストをよく用い、度々物議を醸して来たことでも有名である。幾つかのアルバムが、発売前もしくは発売直後に、多くの国でジャケットの差し替え措置が取られた。
ウリ・ジョン・ロートによると、アルバムジャケット製作にもメンバーは深く関わっていたという。しかし、インタビュアーから好きなアルバムジャケットは？と問われると、「好きなものはない。どれも酷い出来だよ。でも当時、私はアルバム・ジャケットには大した意味なんかない、大事なのは音楽だと考えていたんだ。」「今だったら全力で却下しているだろうね。私も若かったし、判断力が眠っていたんだ。」と答えている。
- 1975年『復讐の蠍団』（In Trance）は、開脚姿勢で屈み込んだ女性が、ギターを手にし喘ぐ様な表情をしているデザイン。欧米で差し替え処分となったが、日本版ではオリジナルが発売された。但し、ウリ・ジョン・ロートへの後のインタビューで、「ヨーロッパでは特に問題なかったよ。」と話している[9]。
- 1976年『狂熱の蠍団～ヴァージン・キラー』（Virgin Killer）では、開脚気味に床面に座っている全裸の少女と、ひびの入ったガラスのイメージが重なる[10]写真が用いられ、小児性愛を連想させるとして、多くの国でジャケット写真の差し替え措置が取られた。当時、「ヘア」にポルノ規制の主眼が置かれていた日本は、無修正のジャケット写真が一定期間流通した数少ない国のひとつであった[11]。2008年にはこの作品のジャケットが再び物議をかもし、この画像を掲示していることが元でウィキペディアのサイト全体が英国のブラックリストに入るという事態が起こった。「インターネット監視財団とウィキペディア」を参照。
- 1977年『暴虐の蠍団』（Taken By Force）では、墓での打ち合いがテロ事件を連想させるとの理由で、欧米では差し替え処分となった。日本では、オリジナル・ジャケット発売については話題にもなっていない。
- 1978年『蠍団爆発!!スコーピオンズ・ライヴ』（Tokyo Tapes）は、前3作のジャケデザインの評判も踏まえて、日本のスタッフがデザインする事になった。表ジャケは一輪の薔薇の上に小さい蠍が乗っているデザインで、何も問題は無さそうに見えるが、裏ジャケは薔薇の中央に日本刀が突き立てられ、刀身には蜜が滴っているという隠喩的なデザイン。日本では、オリジナル・デザインで発売された。
- 1979年『ラヴドライヴ』（Lovedrive）では、男性が、女性の剥き出しの乳房にガムのような粘着したものを着けて伸ばしている画が（デザインは、ヒプノシス）、女性蔑視を想起させるとして、差し替えとなった。この措置は欧米のみで、日本版ではオリジナルが発売された。
- 1980年『電獣～アニマル・マグネティズム』（Animal Magnetism）では、犬の頭が男性の股間の位置にあるため卑猥だとして、表と同じジャケットに差し替えとなった。日本版ではオリジナルが発売された。

現在、発売されているCDは、日本版も含め、ジャケット写真が差し替えられている（蠍団爆発の日本版は、蠍の色が黒から白に変わった以外は、変更無し）。

## 来日公演

### 単独公演
- Taken by Force Tour（1978年）〈Uli Jon Roth〉
  - 4月23日・24日・27日 東京 中野サンプラザ
  - 4月25日 名古屋 名古屋市公会堂
  - 4月26日 大阪 フェスティバルホール
- Lovedrive Tour（1979年）〈Matthias Jabs〉
  - 6月3日 名古屋 名古屋市公会堂
  - 6月4日 大阪 フェスティバルホール
  - 6月5日 東京 中野サンプラザ
  - 6月7日 東京 東京厚生年金会館
  - 6月8日 東京 後楽園ホール
- Blackout Tour（1982年）〈Matthias Jabs〉
  - 09月23日 東京 渋谷公会堂
  - 09月24日 京都 京都会館
  - 09月27日 福岡 福岡サンパレス
  - 09月28日 大阪 フェスティバルホール
  - 09月30日 名古屋 愛知厚生年金会館
  - 10月02日・3日・4日 東京 東京厚生年金会館
- Love at First Sting Tour 1984（1984年）〈Matthias Jabs〉
  - 9月06日 大阪 大阪厚生年金会館
- Love at First Sting Tour 1985（1985年）〈Matthias Jabs〉
  - 1月28日 福岡 福岡サンパレス
  - 1月29日 広島 広島郵便貯金ホール
  - 1月30日 大阪 大阪城ホール
  - 2月01日・2日 名古屋 名古屋市公会堂
  - 2月04日 札幌 北海道厚生年金会館
  - 2月06日 静岡 静岡市民文化会館
  - 2月07日 東京 日本武道館
- Crazy World Tour 1991（1991年）〈Matthias Jabs〉
  - 11月3日 仙台 仙台サンプラザホール
  - 11月5日 東京 日本武道館
  - 11月6日 名古屋 名古屋市公会堂
  - 11月7日 大阪 フェスティバルホール
- Face the Heat Tour（1994年）〈Matthias Jabs・Michael Schenker[注 1]〉
  - 1月24日 東京 日本武道館
  - 1月25日 大阪 フェスティバルホール
  - 1月26日 名古屋 愛知厚生年金会館
- Pure Instinct Tour（1996年）〈Matthias Jabs〉
  - 9月02日・3日 東京 東京厚生年金会館
- Unbreakable Tour（2004年）〈Matthias Jabs〉
  - 9月20日 東京 渋谷公会堂
  - 9月22日 名古屋 愛知県勤労会館
  - 9月23日 大阪 Zepp大阪
  - 9月24日 福岡 福岡市民会館
  - 9月26日 東京 東京厚生年金会館
- SCORPIONS LIVE IN JAPAN 2007（2007年）〈Matthias Jabs〉
  - 10月31日 東京 SHIBUYA-AX
- 50th Anniversary World Tour（2016年）〈Matthias Jabs〉
  - 10月06日 東京 Zepp DiverCity東京
  - 10月11日 大阪 グランキューブ大阪

### フェス
- SUPER ROCK '84 IN JAPAN（1984年）〈Matthias Jabs〉
  - 8月04日 名古屋 ナゴヤ球場
  - 8月06日 福岡 福岡スポーツセンター
  - 8月08日・9日 大阪 大阪南港フェリーターミナル前広場
  - 8月11日・12日 所沢 西武ライオンズ球場
- LOUD PARK 16（2016年）〈Matthias Jabs・Uli Jon Roth[注 1]〉
  - 10月08日 埼玉 さいたまスーパーアリーナ